# Franziska van der Heide
Franziska van der Heide (* 24. Januar 1992 in Kassel) ist eine deutsche Theater- und Fernsehschauspielerin.

## Leben
Franziska van der Heide zog mit 16 Jahren allein nach Berlin, um Schauspielerin zu werden. Von 2008 bis 2011 besuchte sie dort das Europäische Theaterinstitut Berlin. Nach der Schauspielschule besuchte sie diverse Workshops. In dieser Zeit und auch schon während der Ausbildung zur Schauspielerin spielte sie am Theater bei verschiedenen Aufführungen mit, u. a. mehrere Gastspiele in der Theaterkapelle Berlin oder beim Theaterslam in der Akademie der Künste. 2012 war sie in den Stücken „Editha my love – Ein Abend zum Leben der Königin“ im Kaiser-Otto-Saal des Kulturhistorischen Museums Magdeburg und „Asylmonologe“ an der Bühne für Menschenrechte Dresden zu sehen.
Im Fernsehen war van der Heide nach diversen Kurzfilmen vom 19. August 2013 bis 18. August 2015 in der Daily Soap Gute Zeiten, schlechte Zeiten auf RTL als Mieke „Mieze“ Lutze zu sehen.
Von 2020 bis 2021 spielte sie in der Daily Soap Alles was zählt auf RTL die Rolle der Ina Ziegler.
Sie war 2020 im Playboy-Magazin zu sehen.

## Filmografie (Auswahl)
- 2008: Jackpot  (Kurzfilm, HFF Potsdam)
- 2009: Benni (Kurzfilm, HFF Potsdam)
- 2012: little Che (Kurzfilm der Hochschule für Fernsehen und Film München)
- 2012: Neujahrsgeschenk (Kurzfilm)
- 2012: Der Flieger (Kurzfilm)
- 2013: Musikvideo | Leslie Clio – Twist the Knife
- 2013–2015: Gute Zeiten, schlechte Zeiten
- 2014: Mau Mau (Kurzfilm)
- 2014: emotional ewareness (Kurzfilm)
- 2015: Bettys Diagnose (Episodenrolle)
- 2015: Bergauf ist leichter als zu Fuß (Kurzfilm)
- 2015: Musikvideo | DownhillWillows – Machines
- 2016: Lady Marzipan (Kurzfilm)
- 2017: Scheiße war schon immer braun (Miniserie)
- 2017: Lorbeerkranz aus Dornenkronen
- 2020–2021: Alles was zählt
- 2025: Navy CIS als Miss Sharpe